# Языковой барьер
Языковой барьер — фраза, использующаяся в переносном значении и обозначающая сложности в коммуникации людей, связанные с принадлежностью говорящих к разным языковым группам.
Как правило, о языковом барьере речь идёт в том случае, если коммуникатор испытывает сложность в объяснении своей позиции или слушатель испытывает трудности в понимании позиции коммуникатора. С этой точки зрения выделяют отдельно барьер говорения и барьер понимания другого человека.
Понятие «языковой барьер» широко используется, однако не является четко определенным. Так, изучению иностранного языка могут препятствовать недоступность обучения, негативное личное отношение и отношение в обществе к необходимости изучения иностранного языка, возраст, лингвистическая дистанция между родным и иностранным языком. Языковым барьером также называют отсутствие у изучающего иностранный язык и пытающегося на нем говорить возможности понять речь собеседника и отреагировать на нее. Это может быть связано не только с лингвистическими, но и с психологическими затруднениями.